# ポール・ハルモス
ポール・リチャード・ハルモス（英語: Paul Richard Halmos、ハンガリー語: Halmos Pál、1916年3月3日 - 2006年10月2日）はユダヤ系ハンガリー人として生れたアメリカの数学者。数理論理学、確率論、統計学、作用素論、エルゴード理論、関数解析学（特にヒルベルト空間論）に基礎的な貢献をした。 また数学を見事に伝えることのできる数学者(great mathematical expositor)として広く認められている。

## 生い立ちと教育
13歳のときにアメリカに移民したが、生涯ハンガリー語のアクセントがあった。学士位(B.A.)をイリノイ大学アーバナ・シャンペーン校から得る。数学専攻であったが数学と哲学双方の学位取得条件を満していた。わずか3年で学位を得たため、卒業したときはまだ19歳であった。その後同大学に留まり哲学の博士課程に進んだ。しかし、修士課程の口頭試験に不合格になり 、専攻を数学に変え1938年に卒業した。指導教官はジョゼフ・L・ドゥーブ、博士論文の題は"Invariants of certain stochastic transformations: The mathematical theory of gambling systems"（ある種の確率的変換の不変量：ギャンブルのシステムの数学的理論）であった。

## 経歴
卒業後すぐに職も助成金も得られないままプリンストン高等研究所に異動する。半年後、ジョン・フォン・ノイマンの下で働くことになるが、これはハルモスにとって決定的な経験となった。高等研究所に所属している間にハルモスは初の著書"Finite-Dimensional Vector Spaces"を著す。これによりすぐに彼は数学の優れた解説者としての評判を確固たるものとした。
ハルモスはシラキュース大学、シカゴ大学(1946–60)、ミシガン大学(〜1961–67)、カリフォルニア大学サンタバーバラ校 (1976–78)、ハワイ大学システム、インディアナ大学で数学を教えた。 1985年インディアナ大学から引退の後は死去まで所属はサンタクララ大学の数学科にあった。

## 業績
1962年の著書"Algebraic Logic"にリプリントされている一連の論文でハルモスはpolyadic algebraを提案した。polyadic algebraは一階述語論理の代数版であり、よりよく知られているアルフレト・タルスキとその弟子達によるCylindric algebraとは異なる。polyadic algebraの初等的なものは記事monadic Boolean algebraで説明されている。
研究によるオリジナルな貢献に加え、ハルモスは説明が非常に明快で人をひきつける大学レベルの数学の教科書を書いたことで知られる。レスター・R・フォード賞を1971年さらに再び1977年(W. P. Ziemer, W. H. Wheeler, S. H. Moolgavkar, J. H. Ewing, W. H. Gustafsonと共同で)受賞している。1973年に出版された学術レベルでの数学に関するAMSスタイルガイドを著したアメリカ数学会(AMS)の委員会でハルモスは議長をつとめた。1983年には数学の優れた解説、説明的な著述に対しあたえられるAMSのSteele Prize for Mathematical Expositionを受賞している。
『アメリカン・サイエンティスト』56(4): 375–389でハルモスは数学は創造的な芸術であり、数学者は数をいじる職業(number cruncher)ではなく芸術家と捉えられるべきだと議論している。彼は数学をmathologyとmathophysicsに分けて考えるべきだと主張し、更に数学者と画家の考え方や仕事の仕方はよく似通っていると議論している。

1985年の著書である"automathography"（数学的自伝。数学mathと自伝autobiographyをもとにした造語）"I Want to Be a Mathematician"では20世紀の数学者として生きるとはどういうことであるかについて書かれている。ハルモスがこの本を自伝autobiographyでなくautomathographyと呼んだのは、本の中心が私的生活ではなく数学者としての人生であるからである。この本にはハルモスにとって数学をするとはどういうことであったかを示す次の言葉がある。
ただ漫然と読むだけではいけない；闘うのだ！自ら問いを発し、自ら例を探し、自ら証明を発見せよ。仮定は必要か？逆は真か？古典的で特別な場合はどうか？縮退している場合はどうか？証明のどこに仮定が使われているだろうか？

(原文: Don't just read it; fight it! Ask your own questions, look for your own examples, discover your own proofs. Is the hypothesis necessary? Is the converse true? What happens in the classical special case? What about the degenerate cases? Where does the proof use the hypothesis?)
2005年には妻のヴァージニアとともにオイラー書籍賞を創設した。この賞は1年に1回アメリカ数学協会により一般の人の数学に対する見方を向上させるであろうような本に与えられる。この賞が初めて授与されたのは レオンハルト・オイラーの生誕300周年である2007年、ジョン・ダービーシャーによるベルンハルト・リーマンとリーマン予想についての著書"Prime Obsession"に対してであった。

## 著書
- 1942. Finite-Dimensional Vector Spaces. Springer-Verlag.[11]
- 1950. Measure Theory. Springer Verlag.[12]
- 1951. Introduction to Hilbert Space and the Theory of Spectral Multiplicity. Chelsea.[13]
- 1956. Lectures on Ergodic Theory. Chelsea.[14]
- 1960. Naive Set Theory. Springer Verlag.
  - 富川 滋 訳『素朴集合論』ミネルヴァ書房、1975年。ISBN 4623009866。
- 1962. Algebraic Logic. Chelsea.
- 1963. Lectures on Boolean Algebras. Van Nostrand.
- 1967. A Hilbert Space Problem Book. Springer-Verlag.
- 1973. (with Norman E. Steenrod, Menahem M. Schiffer, and Jean A. Dieudonné). How to Write Mathematics. American Mathematical Society. [注釈 2]
- 1978 (with V. S. Sunder). Bounded Integral Operators on L² Spaces. Springer Verlag.[15]
- 1985. I Want to Be a Mathematician. Springer-Verlag.
- 1987. I Have a Photographic Memory. Mathematical Association of America.
- 1991. Problems for Mathematicians, Young and Old, Dolciani Mathematical Expositions, Mathematical Association of America.
- 1996. Linear Algebra Problem Book, Dolciani Mathematical Expositions, Mathematical Association of America.
- 1998 (with Steven Givant). Logic as Algebra, Dolciani Mathematical Expositions No. 21, Mathematical Association of America.
- 2009 (posthumous, with Steven Givant). Introduction to Boolean Algebras, Springer.